# Ксенарх Селевкијски
Ксенарх Селевкијски (1. век пре нове ере) био је грчки перипатетички филозоф и граматичар.
Ксенарх је рано отишао од куће и посветио се професији учитеља, прво је радио у Александрији, потом у Атини и коначно у Риму, где су му пријатељи били Арије, а потом и Август. Наводи се да је он био старац, када је Страбон писао.
Ксенарх се није слагао са Аристотелом по многим питањима. Он је негирао постојање етра и саставио је расправу под насловом Против петог елемента. Помињу га и Симплиције, Јулијан Отпадник и Александар Афродизијанин.